# Gendut Doni Christiawan
Gendut Doni Christiawan (né le 7 décembre 1978 à Salatiga en Indonésie) est un joueur de football international indonésien qui évoluait au poste d'attaquant.

## Biographie

### Carrière en sélection
Il reçoit 22 sélections en équipe d'Indonésie entre 2000 et 2004, inscrivant neuf buts. Il réalise sa meilleure performance lors de l'année 2002, où il marque trois buts.

## Palmarès

### Palmarès en club
| Persebaya Surabaya - Championnat d'Indonésie (1) : - Champion : 2004. |  | Arema Malang - Coupe d'Indonésie (1) : - Vainqueur : 2005. |

### Palmarès en sélection
Indonésie
- Championnat d'Asie du Sud-Est :
  - Finaliste : 2000.
  - Meilleur buteur : 2000 (5 buts).